# جیسون رالو
جیسون رالو (انگلیسی: Jason Rullo؛ زادهٔ ۱۷ ژوئیهٔ ۱۹۷۲) موسیقی‌دان اهل ایالات متحده آمریکا است. وی از سال ۱۹۹۴ میلادی تاکنون مشغول فعالیت بوده است.